# Алонсо Лопез Пинсијано
Алонсо Лопез Пинсијано, (шп. Alonso López Pinciano), био је шпански хуманиста и ерудита 16. века.
О његовом животу се мало зна. Претпоставља се да је рођен око 1547. године у Ваљадолиду, али се не зна ни кад ни где је умро. Био је доктор медицине и лични лекар Марије од Аустрије, сестре Филипа II, која се после смрти свог мужа, Максимилијана II, вратила у Шпанију и провела остатак живота у манастиру Босоногих краљевских калуђерица (шп. Descalzas Reales). Такође је бринуо о здрављу инфанте Маргарите која је била заређена у истом манастиру. Према томе, вероватно да је живео у Мадриду, у улици Уросас, где су такође живели и Хуан Руиз де Аларкон (шп. Juan Ruiz de Alarcón) и Луис Велез де Гевара (шп. Luis Vélez de Guevara), и тамо је изгледа живео до краја живота.

## Дела
Пинсијаново најпознатије дело је Филозофија античке поетике (шп. Philosophía antigua poética). Ради се о педагошком трактату о поетици, подељеном на епистоле. Пинсијано следи Аристотелову поетику коју је изложио у делима Поетика и Реторика, а затим и Хорација. Писма садрже дијалоге у којима се расправља о срећи, поезији, доктрини трагедије, комедије итд. Представља класицистички покушај да се заустави незадрживи успех Лопе де Веге и његове нове поетике театра која је доживела врхунац у новој комедији.
Такође је саставио једну епску поему, Пелајо, и превео је Афоризме од Хипократа.